# Banana Airlines
Banana Airlines är en norsk musikgrupp från Stokmarknes i Nordland fylke som grundades 1982. Bandet bildades av fronfiguren Kai Kiil. Gruppen har bland annat gjort intromusiken till filmen Kill Buljo.

## Medlemmar
Nuvarande medlemmar
- Kai Kiil – sång (1982– )
- Rudi Høynes – trummor (1982– )
- Kjetil Andreassen - gitarr
- Sverri Dahl – keyboard, sång (1985– )
- Stig Harald Andreassen – basgitarr (2001– )

Tidigare medlemmar
- Royer Larsen – basgitarr (1982–1985)
- Alf Eriksen – keyboard, sång (1982–1985)
- Dag Christensen – basgitarr (1985–2001)
- Roy Stenersen – gitarr, sång (1984–2015; död 2015)
- Geir Morfjord – trommer (2009)

Bidragande musiker
- Bent Bredesen – gitarr, sång (1988)
- Ole Edvard Antonsen – piano (1988)

## Diskografi
Studioalbum
- 1983 – På vingene
- 1984 – På nye eventyr
- 1985 – Vi kommer snart på hjem
- 1988 – Banana Airlines flyr igjen
- 1989 – Hjelp vi flyr!
- 1994 – Kommer plutselig tilbake
- 1996 – Banana Airlines går i lufta
- 2001 – Fest sikkerhetsbeltet

Singlar (urval)
- 1983 – "En glad calypso om våren" / "Jompa"
- 1993 – "Nordmenn er gale" / "Nordmenn er gale (karaoke)"
- 1994 – "Kom servitøren (hit med en øl)" / "Skipagurra Babylon"
- 1996 – "Hiv på kommagan" / "Kommag Dance"

Samlingsalbum
- 1984 – Største
- 2008 – Beste